# Rhipidomys macconnelli
Rhipidomys macconnelli là một loài động vật có vú trong họ Cricetidae, bộ Gặm nhấm. Loài này được De Winton mô tả năm 1900.